# Action for Children's Television
Action for Children's Television(子ども向けテレビ番組改善のための市民運動団体)とはペギー・チャーレンによって、1968年にマサチューセッツ州ニュートンに創設された子ども向け番組の改善を目的とする市民団体である。しかしながらACTは、子どもを標的としたコマーシャルの悪用に関して、チャーレンの言葉を用いて「検閲には激しく対立する」という立場を示していた。ACTの規模は、2万人のボランティアメンバーが在籍し、予算は最大で50万ドルに及んだ。ACTは1992年に解散をした。

## 歴史

### 初期の対象
ACTの最初のターゲットはボストンのテレビ局、WHDH（テレビ局のコールサイン）の「Romper Room」（番組ブランドのおもちゃを視聴者に宣伝することに焦点を当てた子ども向けテレビ番組）という番組であった。連邦通信委員会（FCC）への通報とFCCの勧告によってWHDHは番組商品の宣伝（ホストセリング）を縮小するに至った。

### 1970年代
1970年になると、ACTはFCCに対して子ども番組における広告を禁止するように求めた。さらにその後数年にわたって、ACTは、特定のカテゴリーの製品の広告をより制限するための禁止令を模索した。1971年には、ACTは子どもへのビタミン剤の影響について啓発を試みた。その中でチャーレンは「3分の1のビタミン剤、あるいはボトルの広告では“子どもの過剰摂取が彼らを昏睡状態に陥れる可能性があるので、子どもの手の届くところに置かないように”と言っている」ということを述べた。ACTのこのキャンペーンに対して、ビタミン剤のメーカーは自分たちの広告を自粛することになった。
1973年には、ACTによって指摘された懸念事項に応じて、アメリカ放送事業者連盟（NAB）は子ども番組内におけるコマーシャルを1時間当たり12分に制限するという規則を採択するに至った。さらに子ども番組の放送主においては、子どもを狙ったコマーシャルの放送を禁止されたのだった。
1977年になると、ACTはCenter for Science in the Public Interest（消費者団体）とともに連邦取引委員会（FTC）に対して、その商品の販売目的を理解するには幼すぎる子どもに向けられた広告や、高学年の子どもに向けられた砂糖の多く使用されている食品の広告を禁止するように求めた。

### 1980-1990年代
1980年代に入ると、ACTは、G.I．ジョーやHE-MANといった人気のあるおもちゃが登場するテレビ番組が「番組の内容と宣伝文句が混同している」として批判した。また同じく、広告主が主体となるニュースや、学校の内部に及ぶもの、限定的な成功だけを取り扱うといった提案されたチャンネル1ニュース紹介にも反対した。
ACTは多くの判例を残してきている。中にはメディア関連法でも多く引用されている"Action for Children's Television v. FCC, 821 F.2d 741 (D.C. Cir. 1987),"も含まれている。
ACTの取り組みは1990年の"Children's Television Act"（法律）の可決に向けた取り組みにおいて最高潮を迎えることとなった。この法案の中では子ども向け番組の正式なガイドラインが創設され、その中には番組内の広告や内容、量を管理することを規定していた。1992年、チャーレンはACTがその目的を達成したことを宣言し解散することとなった。

## 批判
何人かのテレビ評論家は、Action for Children's Televisionは検閲官のような存在であり、また子ども番組の資金を衰えさせた原因となっているとして批判をした。 

## 参照
1. ↑  O'Connor, John J. (1990年2月20日). “Critic's Notebook; Insidious Elements in Television Cartoons”. The New York Times 2010年8月13日閲覧。
2. ↑  Lawson, Carol (1991年1月24日). “Guarding the Children's Hour on TV”. The New York Times 2010年8月13日閲覧。
3. ↑  “Watchdog Group for Children's TV to Disband”. The New York Times. (1992年1月9日) 2010年8月13日閲覧。
4. ↑  “Ms. Kidvid Calls It Quits”. Time. (1992年1月20日) 2010年8月14日閲覧。
5. ↑  “COURT ORDERS F.C.C. REVIEW OF POLICY ON CHILDREN'S TV”. The New York Times. (1987年6月27日) 2010年8月13日閲覧。
6. ↑  Andrews, Edmund L. (1991年4月10日). “THE MEDIA BUSINESS; F.C.C. Adopts Limits on TV Ads Aimed at Children”. The New York Times 2010年8月13日閲覧。
7. ↑  Nash, Nathaniel C. (1990年10月2日). “THE MEDIA BUSINESS; White House Gets Bill Reducing Ads on Children's TV Programs”. The New York Times 2010年8月13日閲覧。
8. ↑  Andrews, Edmund L. (1995年7月1日). “Court Upholds a Ban on 'Indecent' Broadcast Programming”. The New York Times 2010年8月13日閲覧。
9. ↑  Andrews, Edmund L. (1991年4月10日). “THE MEDIA BUSINESS; F.C.C. Adopts Limits on TV Ads Aimed at Children”. The New York Times 2010年8月13日閲覧。

## リンク
- en:Action for Children's Television
- ACT article in the Gale Encyclopedia of Childhood and Adolescence
- ACT at the Museum of Broadcast Communications